# Невський проспект (фільм, 1915)
«Невський проспект» (рос.Невский проспект) — фільм знятий в Російській Імперії компанією «РУСЬ» за однойменною повістю Миколи Гоголя. Прем'єра відбулася у вересні 1915 року.
Фільм є маловідомим, він не зберігся до наших часів, не існує жодного фрагменту стрічки. Відомо, що режисером був Олександр Аркатов, а оператором Іван Фролов.

## У ролях
- Артист Камерного театра Р. П. Кречетов — Пискарьов
- Агата Верлен — знатна дама[3]

## Зйомки
- Відомо, що фільм знімали у місті Кострома.[4]